# ポール・ルーカス
ポール・ルーカス（Paul Lukas, 1894年5月26日 - 1971年8月15日）はハンガリー出身の俳優。本名はPál Lukács。

## 略歴
ブダペスト行きの列車内で生まれる。ブダペストのカレッジ卒業。兵役についたのち、ハンガリー演劇学校に学び、1916年ブダペストのコメディ劇場の『リリオム』に主役としてデビューする。その後、ベルリン、ウィーンに中心に多くのシェイクスピア劇、ジョージ・バーナード・ショー劇に舞台を踏む。映画出演は1915年が最初、1925年に『サムソンとデリラ』で本格的に映画界に進出。アドルフ・ズーカーに認められ1927年に渡米して、1928年の『三悪人』でアメリカ映画にも出演するようになる。以来、ハリウッドの名脇役として息の長い俳優生活を続け、舞台・ラジオ・テレビに活躍した。1943年にはヒット舞台劇の映画化で舞台と同役の『ラインの監視』でアカデミー主演男優賞を受賞。1927年にギゼラ・ベネスと結婚するが、1962年に死別。1963年アンナ・デリーセンスと再婚する。1971年、心臓疾患のためにモロッコのタンジールの病院で死去。

## 出演作品

### 映画
- マンハッタン・カクテル - Manhattan Cocktail (1928)
- 三罪人 - Three Sinners (1928)
- ウォール街の狼 - The Wolf of Wall Street (1929)
- 半分天国 - Halfway to Heaven (1929)
- 店曝らしの天使 - The Shopworn Angel (1929)
- めくらの鼠 - Working Girls (1930)
- 恋の素顔 - Behind the Make-Up (1930)
- 愛する権利 - The Right to Love (1930)
- 夫なき妻 - Anybody's Woman (1930)
- 若き翼 - Young Eagles (1930)
- 影を売る男 - The Vice Squad (1931)
- 夜霧の女 - Unfaithful (1931)
- 市街 - City Streets (1931)
- 地下の雷鳴 - Thunder Below (1932)
- 女優と真実 - Rockabye (1932)
- 客間の燭台 - By Candlelight (1933)
- 若草物語 - Little Women (1933)
- 鏡の前の接吻 - The Kiss Before the Mirror (1933)
- 泉 - The Fountain (1934)
- 四つの恋愛 - Ladies in Love  (1936)
- 孔雀夫人 - Dodsworth (1936)
- 素晴らしき接吻 - Dinner at the Ritz (1937)
- バルカン超特急 - The Lady Vanishes (1938)
- 戦慄のスパイ網 - Confessions of a Nazi Spy (1939)
- 復讐のゴリラ男 - The Monster and the Girl (1940)
- 決死のD-1計画 - Hostages (1943)
- ラインの監視 - Watch on the Rhine (1943)
- 恐ろしき結婚 - Experiment Perilous (1944)
- タイムリミット25時 - Deadline at Dawn (1946)
- ベルリン特急 - Berlin Express (1948)
- 印度の放浪児 - Kim (1950)
- 海底二万哩 - 20000 Leagues Under the Sea (1954)
- 自由の大地 - The Roots of Heaven (1958)
- スペインの休日 - Scent of Mystery (1960)
- 北京の55日 - 55 Days at Peking (1963)
- アカプルコの海 - Fun in Acapulco (1963)
- ロード・ジム - Lord Jim (1965)
- 追いつめて殺せ！ - Sol Madrid (1968)
- 南海の死闘／核ミサイル争奪戦 - The Challenge (1970)